# Понтал-ду-Парана
Понтал-ду-Парана (порт. Pontal do Paraná) — муниципалитет в Бразилии, входит в штат Парана. Составная часть мезорегиона Агломерация Куритиба. Входит в экономико-статистический микрорегион Паранагуа. Население составляет 18 848 человек на 2006 год. Занимает площадь 200,551 км². Плотность населения — 94,0 чел./км².

## Статистика
- Валовой внутренний продукт на 2003 год составляет 104 174 054,00 реалов (данные: Бразильский институт географии и статистики).
- Валовой внутренний продукт на душу населения на 2003 год составляет 6210,82 реалов (данные: Бразильский институт географии и статистики).
- Индекс развития человеческого потенциала на 2000 год составляет 0,788 (данные: Программа развития ООН).